# 2004年アテネオリンピックのルーマニア選手団
2004年アテネオリンピックのルーマニア選手団（2004ねんアテネオリンピックのルーマニアせんしゅだん）は、2004年8月13日から8月29日にかけてギリシャの首都アテネで開催された2004年アテネオリンピックのルーマニア選手団、およびその競技結果。

## 概要
今大会は金メダル8個、銀メダル5個、銅メダル6個の合計19個のメダルを獲得した。

## メダル
| メダル | 選手名 | 競技       | 種目                   |
| ------ | --- | ---------- | ---------------------- |
| 金     | カメリア・ポテク | 競泳       | 女子200m自由形         |
| 金     | オアナ・バン アレクサンドラ・エレミア カタリナ・ポノル モニカ・ロシュ ニコレタ・ソフロニエ シルビア・ストロエスク         | 体操       | 女子団体総合           |
| 金     | カタリナ・ポノル | 体操       | 女子ゆか               |
| 金     | カタリナ・ポノル | 体操       | 女子平均台             |
| 金     | モニカ・ロシュ | 体操       | 女子跳馬               |
| 銀     | マリアン・オプレア | 陸上       | 男子三段跳             |
| 銀     | イオネラ・ティルレア＝マノラケ                                                                                            | 陸上       | 女子400mハードル       |
| 銀     | マリアン・ドラグレスク | 体操       | 男子ゆか               |
| 銀     | マリウス・ウルジカ | 体操       | 男子あん馬             |
| 銀     | ニコレタ・ソフロニエ | 体操       | 女子ゆか               |
| 銅     | マリア・チオンカン | 陸上       | 女子1500m              |
| 銅     | ラズバン・フロレア | 競泳       | 男子200m背泳ぎ         |
| 銅     | マリアン・ドラグレスク イリー・ダニエル・ポペスク ニコラエ・ポトラ ラズバン・セラリウ シルビウ・スチウ マリウス・ウルジカ | 体操       | 男子団体総合           |
| 銅     | マリアン・ドラグレスク | 体操       | 男子跳馬               |
| 銅     | アレクサンドラ・エレミア                                                                                                  | 体操       | 女子平均台             |
| 銅     | イオヌト・ゲオルゲ | ボクシング | 男子ライトウェルター級 |